# Кивдолица
Кивдолица (латыш. Kiudolica, латг. Kiudaleica; в верхнем и среднем течении — Козупе (латыш. Kozupe), Лейчупейте (латыш. Leičupeite) — река на востоке Латвии. Левый приток реки Иснауда (Илжа). Протекает по территории Каунатской и Столеровской волостей Резекненского края, а также Нюкшинской, Пуренской и Иснаудской волостей Лудзенского края.

## Морфометрия
Согласно Водному реестру России, длина реки составляет 14 км. По данным Классификатора водохозяйственных участков Латвии, длина реки равна 22 км, а площадь водосборного бассейна — 91,7 км², при этом Лейчупейте указывается как приток (длина 8 км, площадь бассейна 34,4 км²), а Козупе не упоминается вообще. В публичной версии базы данных топонимов Латвии, данные совпадают с теми, что приведены в Классификаторе водохозяйственных участков Латвии, а Козупе (длина 3,9 км) указывается как приток Лейчупейте. Также упоминается, что устье Лейчупейте находится в месте слияния с рекой Гавейку-упите (латыш. Gaveiku upīte), при этом приведенные координаты устья Лейчупейте (56°24′22″ с. ш. 27°39′18″ в. д.) совпадают с местом впадения Гавейку-упите в Кивдолицу.

## Гидрография
Начало берёт из прудов около села Мукони (латыш. Mukoni). От истока до устья основными направлениями течения являются север и северо-восток. Маршрут течения реки проходит через несколько озёр, в частности, в среднем течении река протекает через озера Кивдоловас (латыш. Kivdolovas ezers) и Трибуку (латыш. Tribuku ezers), а в нижнем течении — через озеро Раузу (латыш. Rauzu ezers). Около устья реку пересекает региональная автодорога P49 (Карсава — Лудза — Эзерниеки). Устье Кивдолицы находится в 4 км по левому берегу Иснауды. Всего в Кивдолицу впадает 23 притока, крупнейшим является Гавейку-упите.
| Название                             | Сторона впадения | Длина | Бассейн  | Координаты устья                |
| ------------------------------------ | ---------------- | ----- | -------- | ------------------------------- |
| Гавейку-упите (латыш. Gaveiku upīte) | правая           | 5 км  | 27,9 км² | 56°24′22″ с. ш. 27°39′18″ в. д. |